# Tequesta
Tequesta é uma aldeia localizada no estado americano da Flórida, no condado de Palm Beach. Foi incorporada em 1957.

## Geografia
De acordo com o United States Census Bureau, a aldeia tem uma área de 5,8 km², onde 4,7 km² estão cobertos por terra e 1,1 km² por água.

### Localidades na vizinhança
O diagrama seguinte representa as localidades num raio de 16 km ao redor de Tequesta.

## Demografia
Segundo o censo nacional de 2010, a sua população é de 5 629 habitantes e sua densidade populacional é de 1 194,2 hab/km². Possui 3 257 residências, que resulta em uma densidade de 690,9 residências/km².